# Ivan Kotlearevski
Ivan Petrovici Kotlearevski (în ucraineană Іван Петрович Котляревський, n. n. 29 august/9 septembrie 1769, Poltava, Imperiul Rus – d. 29 octombrie/10 noiembrie 1838, Poltava, Imperiul Rus) a fost un scriitor ucrainean, considerat pionier al literaturii moderne din această țară.
Scrierile sale evocă în mod pitoresc societatea ucraineană de la sfârșitul secolului al XVIII-lea și satirizează mediul burghez.
A pus bazele dramaturgiei ucrainene și a consacrat limba ucraineană ca limbă literară.

## Scrieri
- 1798: Eneida (Енеїда), poem eroico-comic
- 1838: Natalka-Poltavka (Наталка-Полтавка), vodevil cu subiect popular
- 1840: Soldatul vrăjitor (Москаль-чарівник), vodevil.